# Stockholms tullar

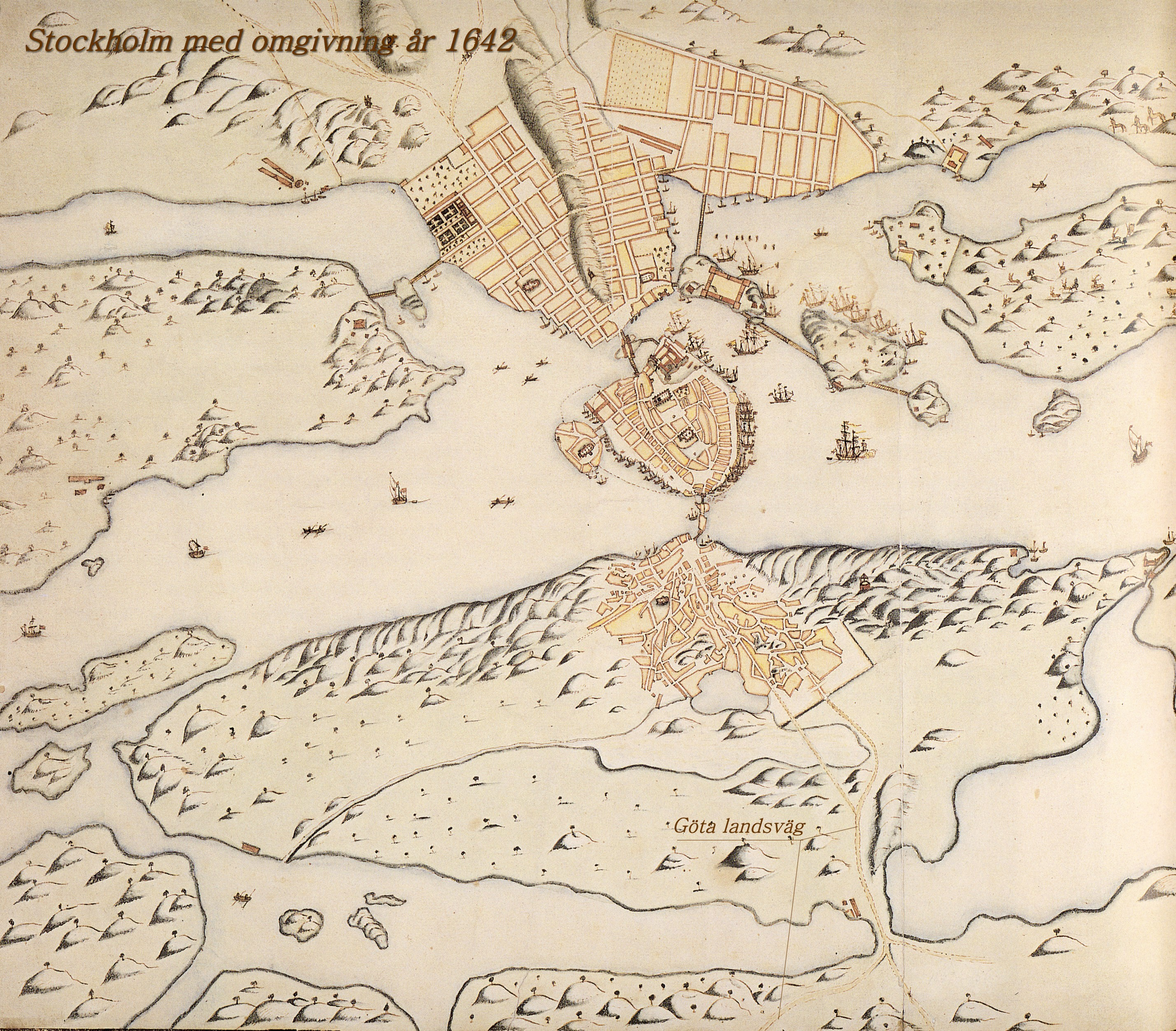
Stockholmskarta från 1642 med tullstaketet

Stockholms tullar brukar avse de platser i Stockholm där stadens stadstullar historiskt har legat. Systemet med stadstullar upphörde 1810, men begreppet lever kvar i namnet på flera platser i staden som fortfarande bär de gamla tullarnas namn och i uttrycket staden inom tullarna.
Sedan 2006–2007 har en ny form av stadstullar införts genom den nya trängselskatten för bilar. Dessa avgiftstullar är i vissa fall även belägna vid gamla stadstullar.

## Historik

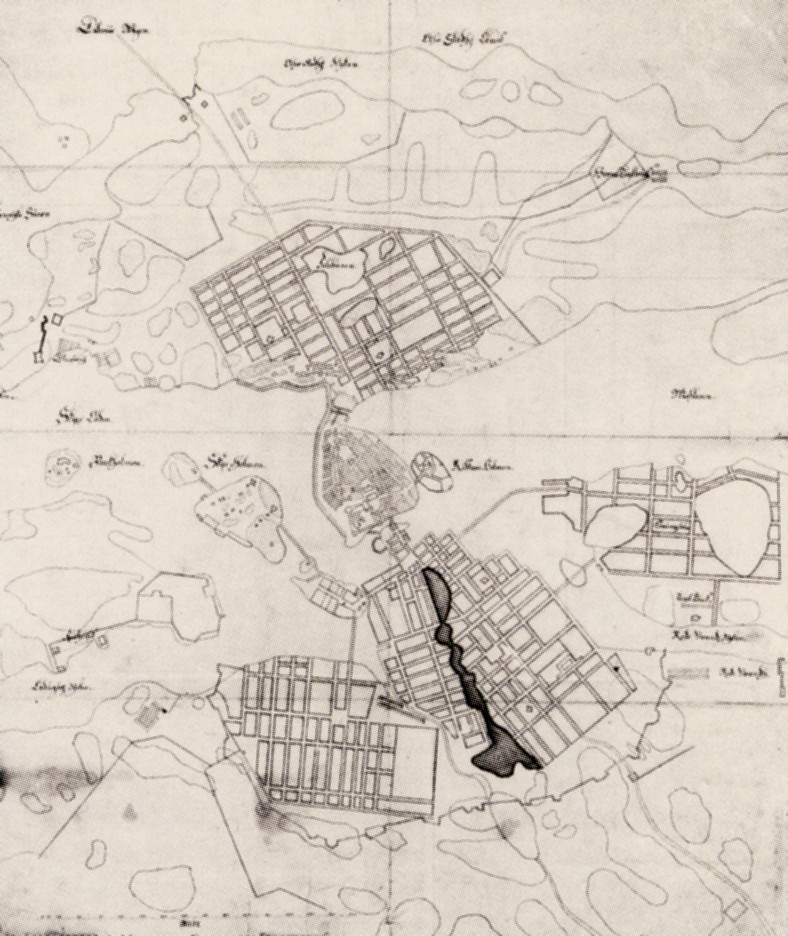
Stockholmskarta från 1660-talet med tullstaketet fullbordat. Norr är nedåt.

Inrikestullen eller "Lilla tullen" beslutades av Gustav II Adolf år 1622 som ett sätt att dra in pengar till krigsmakten. Tullen skulle tas ut på alla "ätliga, slitliga och förnötliga varor" som skulle säljas i städerna. Försäljning av varor utanför städerna ("landsköp") blev olagligt. Särskilt bönderna var inte glada över denna nyordning och för att hindra olaga införsel byggdes ett högt tullstaket runt många svenska städer med tullstationer vid de stora in- och utfartsvägarna. 
I Stockholm infördes tullen den 20 november 1622. I tullordningen stadgades att sex tullplatser skulle inrättas, fyra för landvägen och två för sjövägen. Vidare föreskrevs att staden skulle omges av ett högt staket. I november 1622 började 300 knektar att sätta upp tullstaketet kring Norrmalm.
På 1700-talet fanns Norrtull vid Uppsalavägen och Roslagstull vid Roslagsvägen. På Södermalm låg tre tullstationer; Danvikstull i öster, Skanstull vid Göta landsväg och Hornstull vid Södertäljevägen båda i söder. På nuvarande Östermalm låg Ladugårdslandstull och på Kungsholmen fanns Kungsholmstull. Vattenvägarna kontrollerades med så kallade stora sjötullar och på vintrarna, när bönderna for över isen inrättades särskilda vintertullar.
På Stockholms äldsta kända karta från tidigt 1600-tal visas stadens första tull strax norr om Beridarebanan (dagens Hötorget). Den hette Thollen Weedh Rennebanan och kom till vid 1622 års tullförening. På 1630-talet flyttades tullen längre norrut till barnhuset vid Drottninggatan (nuvarande Barnhusgatan) och kallades då Barnhustullen.

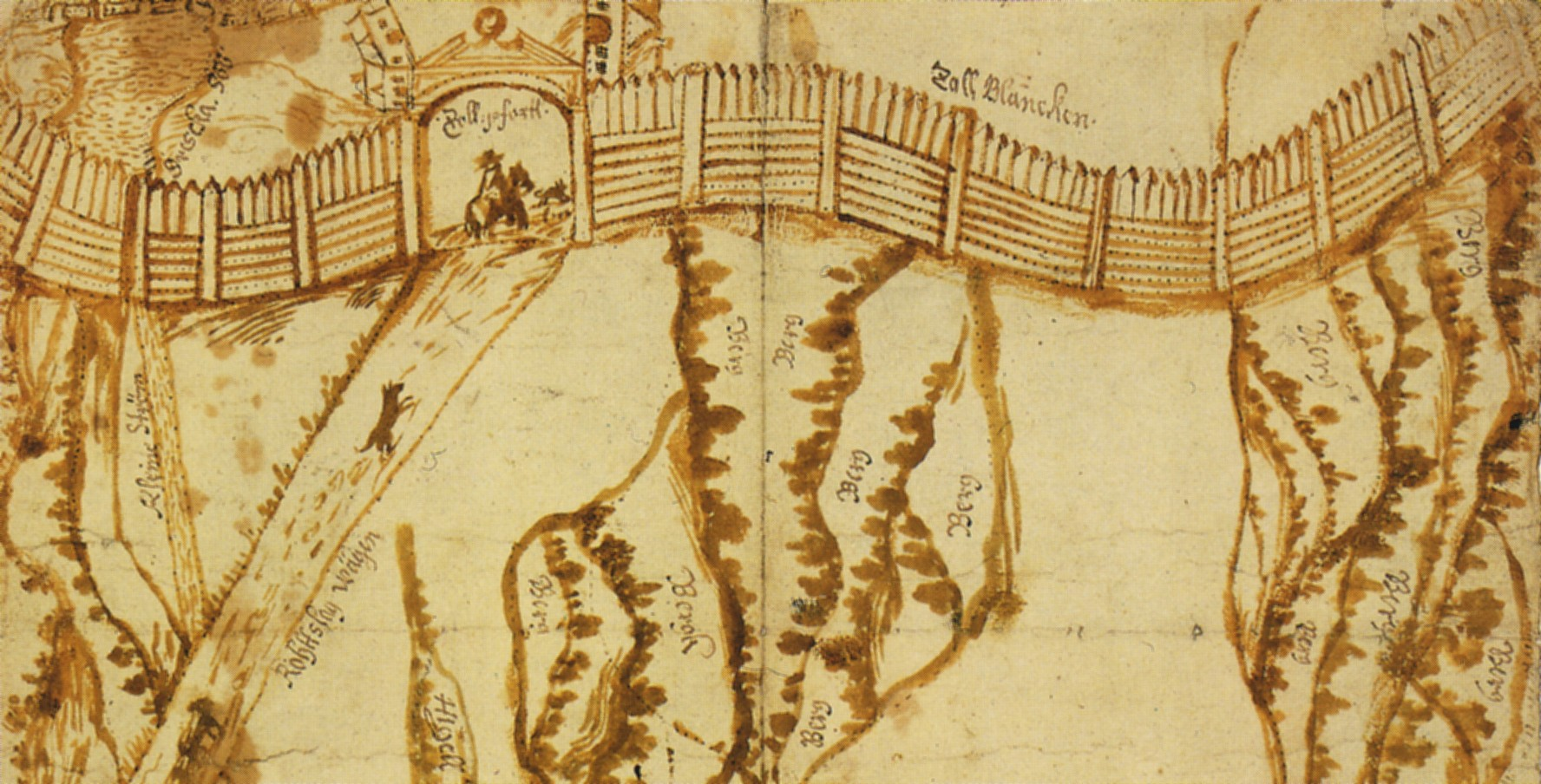
Tullstaketet och tullporten vid Roslagstull, illustration från 1666–1670

Stockholms norra och södra delar omgavs på 1640-talet av ett tullstaket.  På 1642 års karta löper tullstaketet från Klara sjö  i riktning nordost till dagens Humlegården, där svänger det mot sydost och sträcker sig ner mot Ladugårdslandsviken. På samma karta ser man även en antydan till ett rakt tullstaket på Södermalm i trakten öster om Fatburen. Gatunätet är fortfarande det medeltida virrvarret av vägar.
På en Stockholmskarta från 1660-talet är tullstaketet runt Södermalm fullbordat och gaturegleringen genomförd (observera att kartan är sydorienterad). Intressant är i detta sammanhang placeringen av de 1622 beslutade tullstaketen. Dessa gick i en vid cirkel runt malmarna och Ladugårdslandet med samma avstånd från tornet av Slottet Tre Kronor. Formen är en regelbunden polygon helt enligt tidens ideal för stadsplaneringar i renässansens stil. Tullstaketen blev således en del av den tidiga Stadsplaneringen i Stockholm.
Om man får tro en samtida illustration över tullstaketet vid Roslagstull så var Stockholms tullstaket en bastant anordning, byggd av liggande och stående timmer och över 4,0 meter hög. Tullstaketet i Härnösand var exempelvis 8 alnar högt, vilket motsvarar 4,75 meter.

### Lista över tullarna
Alla tullar har inte funnits samtidigt. I takt med att staden har vuxit, har tullarna flyttats ut och bytt namn. Bara några få tullbyggnader finns bevarade som exempelvis Norrtull, Stora- och Lilla Sjötullen på Djurgården samt Stora Sjötullen på Långholmen.

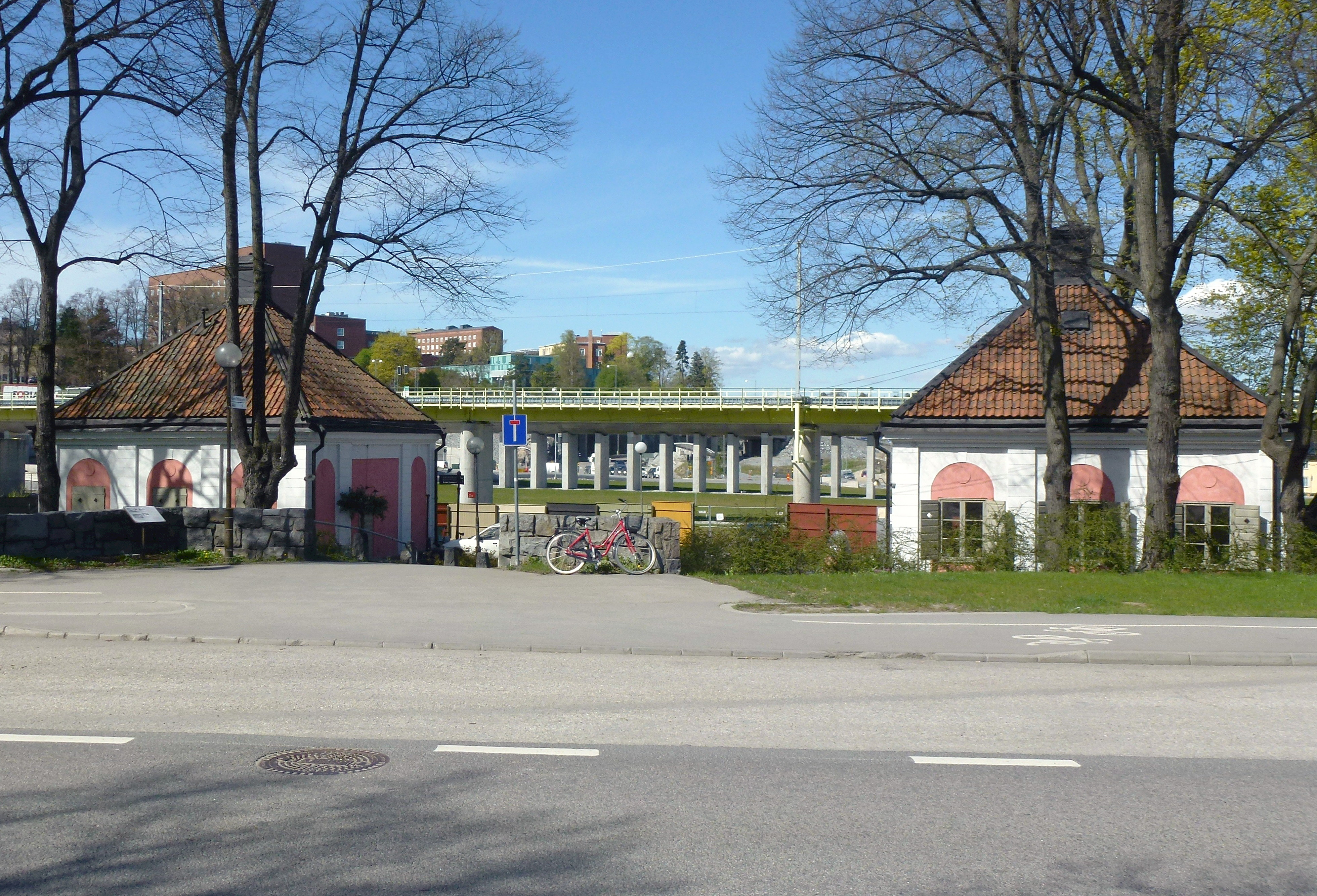
Norrtulls tullhus

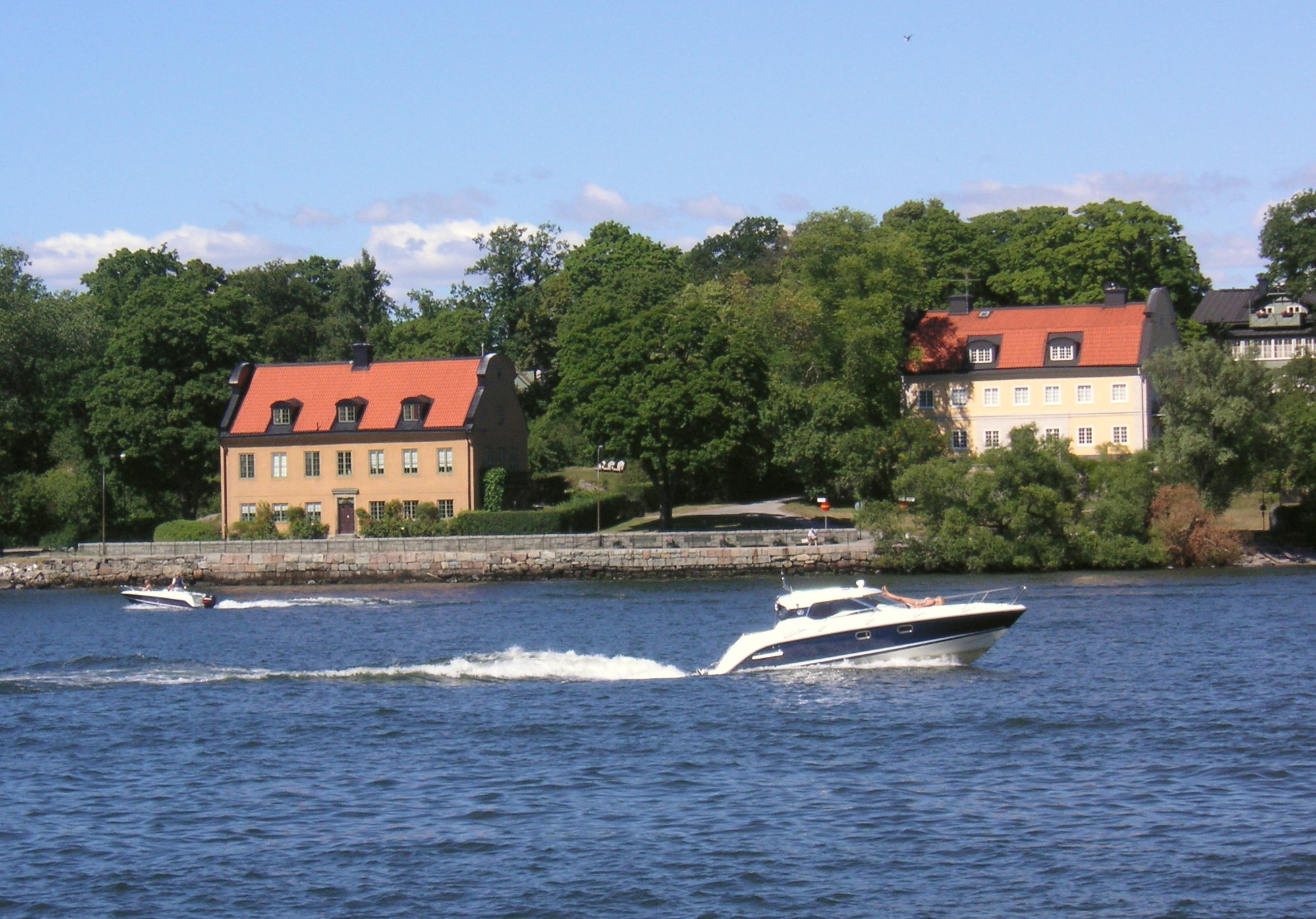
"Stora sjötullen" (t.v.), "Stora sjötullen 2"

- Barnhustullen kom till efter att Thollen weedh Rennebanan (Kvarteret Beridarebanan) flyttades norrut i slutet av 1630-talet.[5]
- Blasieholmstull, (1622), blev nästan omedelbart flyttad längre österut till Blockhusudden.
- Dalarö tullhus, (1636 och 1788), yttre tullstation för Stockholm.
- Danvikstull, låg först vid Katarina kyrka, flyttad på 1660-talet till en plats intill Fåfängan.
- Lilla Sjötullen vid Djurgårdsbrunnskanalen.
- Fredrikshofs tull, fanns vid nuvarande Nobelparken.[8][9]
- Grinds tull, låg först vid nuvarande korsningen mellan Östgötagatan-Bondegatan, sedan flyttad söderut och fick namnet Skanstull.
- Hammarby tull eller Hammarby vintertull på nuvarande Malmgårdsvägen.
- Hornstull, ersatte Västertull från 1660-talet när en flottbro till Liljeholmen och "Nya landsvägen" (Södertäljevägen) anlades.
- Kungsholmstull först vid S:t Eriksgatan/Fleminggatan[10], sedan nära nuvarande Fridhemsgatan 18
- Ladugårdslandstull vid nuvarande Karlaplan.
- Långholmstullen (1622-1857) för fartyg från Mälaren.
- Långholmens vintertull (1742-1857) låg i närheten av Långholmsbron.
- Norrtull, på sin nuvarande plats sedan 1670.
- Roslagstull, från 1670-talet.
- Skanstull, omkring 1660 flyttades tullen till det smala näset mellan Årstaviken och Hammarby sjö.
- Stora Sjötullen på Blockhusudden.
- Tanto vintertull, litet tullställe efter 1652 vid Timmermansgatan på Södermalm.
- Västertull eller "Åkarmyran" vid korsningen av Hornsgatan och Ringvägen, i bruk 1622- ca 1660, se även Hornstull.
- Västra sjötullen eller "Karlbergs tull" på Kungsholmen där gården Mariedal nu står.